# Aspredínids

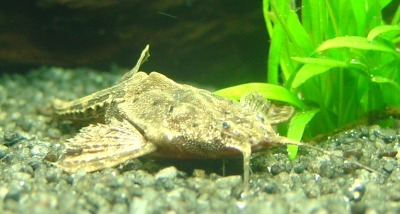
Espècimen sense identificar

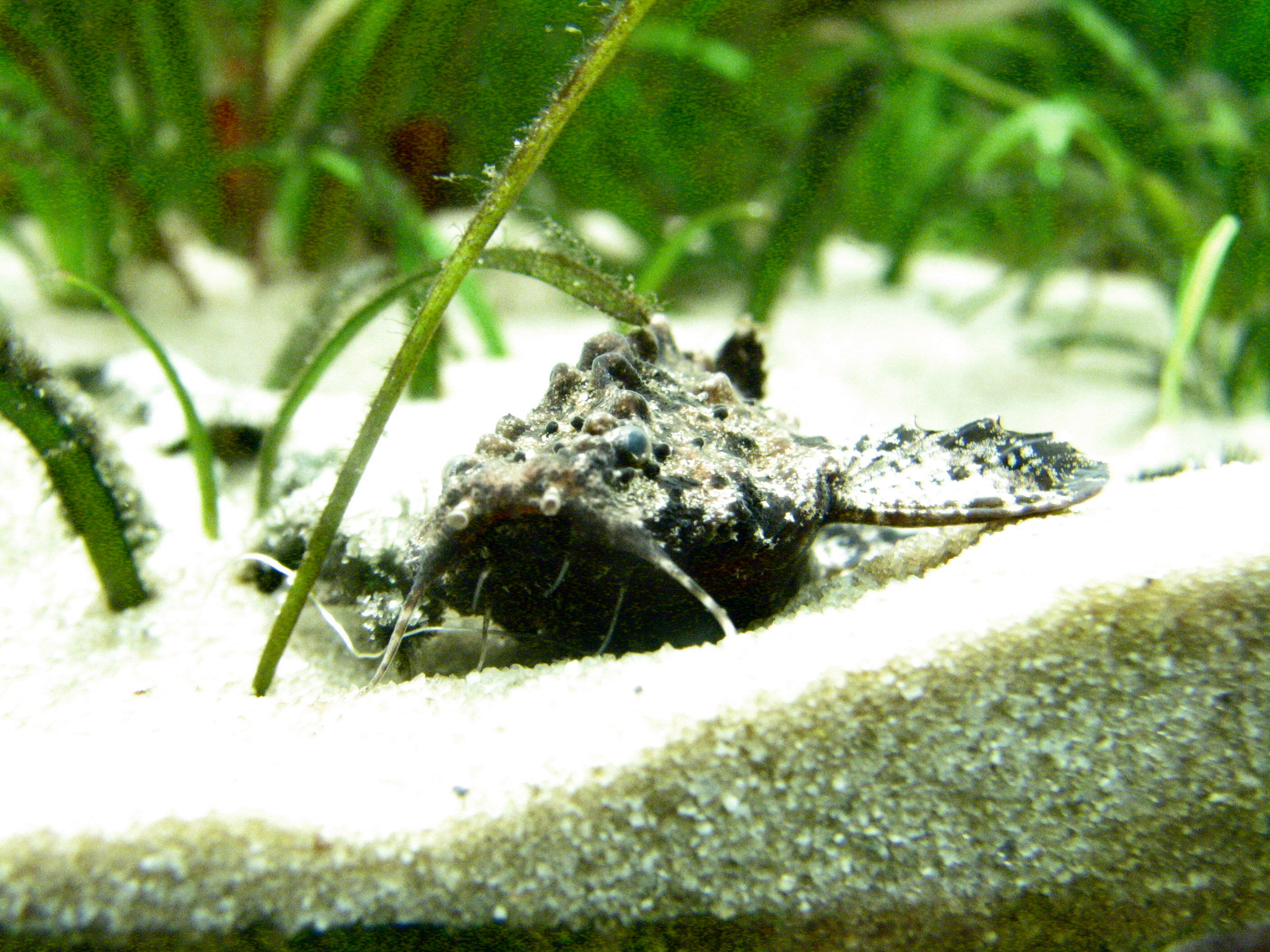
Bunocephalichthys verrucosus verrucosus

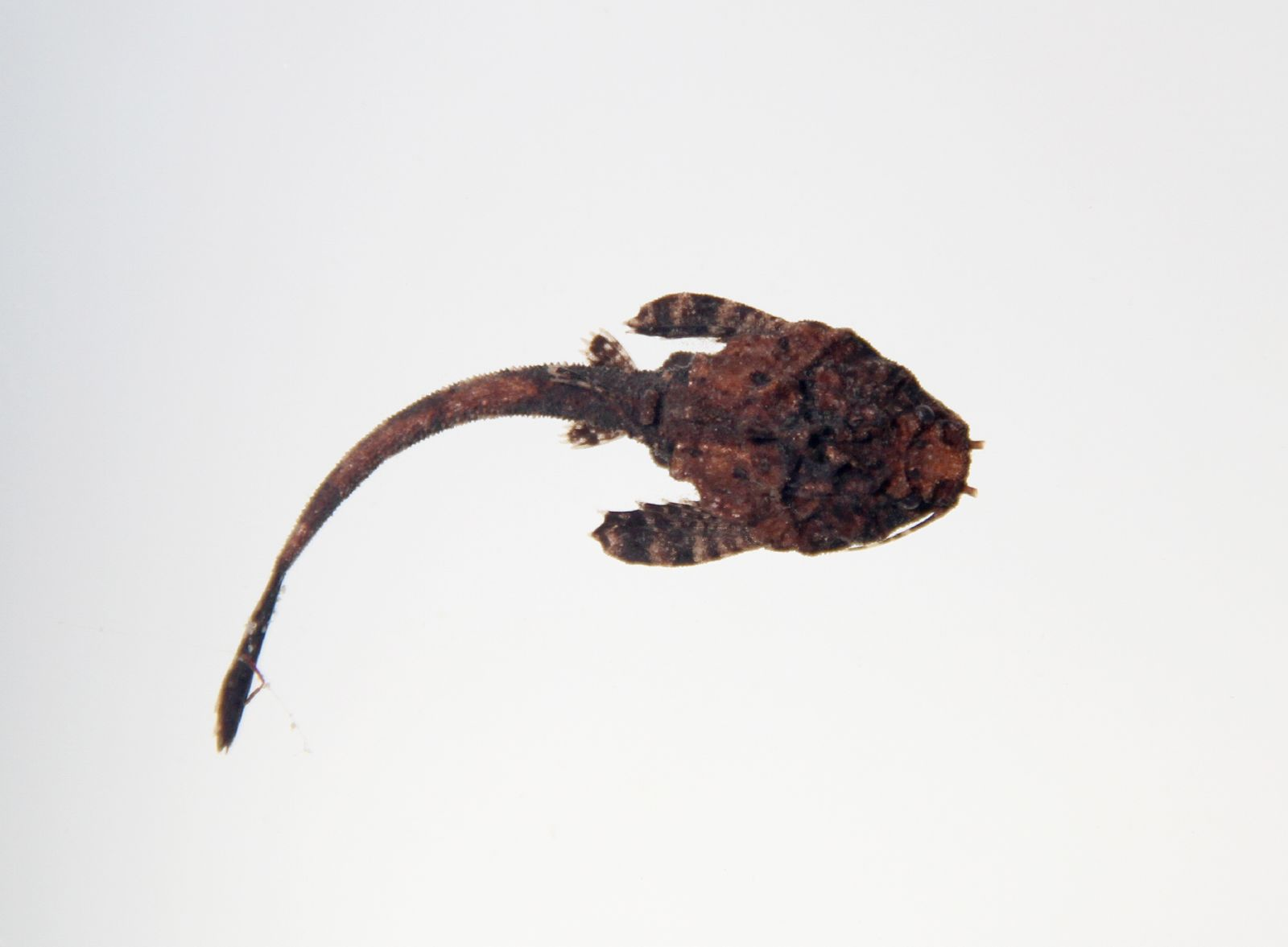
Bunocephalus sp.

La família dels aspredínids (Aspredinidae) és constituïda per peixos actinopterigis de l'ordre dels siluriformes.

## Etimologia
Prové del grec aspron (una moneda turca).

## Morfologia
Cos aixafat, curt, ample i amb la part caudal allargada i comprimida lateralment. Aspredo aspredo n'és l'espècie més grossa amb 42 cm de llargària màxima, tot i que la majòria no depassen els 15. Ulls molt petits. Boca amb barbellons. Pell nua, completament queratinitzada, coberta per una mena de berrugues i amb la capa externa escatant-se periòdicament com la de dels amfibis i rèptils. Tacte i olfacte molt ben desenvolupats. Absència d'aleta adiposa. Presència de dimorfisme sexual en la major part de les seues espècies: les femelles són més grosses que els mascles.

## Alimentació
En general, són omnívors: mengen invertebrats aquàtics, insectes terrestres i residus orgànics. L'única excepció correspon a les espècies del gènere Amaralia, les quals es nodreixen d'ous d'altres peixos.

## Hàbitat i distribució geogràfica
Són peixos d'aigua dolça i salabrosa, els quals es troben a Sud-amèrica, incloent-hi els rius Magdalena, Orinoco, Amazones, São Francisco, Paraguai, Paranà, Atrato, San Juan i Patia, i les aigües salobres i marines entre els deltes de l'Orinoco i de l'Amazones.

## Gèneres i espècies
- Acanthobunocephalus  (Friel, 1995)[13]
  - Acanthobunocephalus nicoi  (Friel, 1995)[13]
- Amaralia  (Fowler, 1954)[14]
  - Amaralia hypsiura  (Kner, 1855)[15]
- Aspredinichthys  (Bleeker, 1858)[16]
  - Aspredinichthys filamentosus  (Valenciennes, 1840)[17]
  - Aspredinichthys tibicen  (Valenciennes, 1840)[17]
- Aspredo  (Scopoli, 1777)[18]
  - Aspredo aspredo  (Linnaeus, 1758)[19]
- Bunocephalus  (Kner, 1855)[20]
  - Bunocephalus aleuropsis  (Cope, 1870)[21]
  - Bunocephalus amaurus  (Eigenmann, 1912)[22]
  - Bunocephalus amazonicus  (Mees, 1989)[23]
  - Bunocephalus bifidus  (Eigenmann, 1942)[24]
  - Bunocephalus chamaizelus  (Eigenmann, 1912)[22]
  - Bunocephalus colombianus  (Eigenmann, 1912)[25]
  - Bunocephalus coracoideus  (Cope, 1874)[26]
  - Bunocephalus doriae  (Boulenger, 1902)[27]
  - Bunocephalus erondinae  (Cardoso, 2010)[28]
  - Bunocephalus iheringii  (Boulenger, 1891)[29]
  - Bunocephalus knerii  (Steindachner, 1882)[30][31]
  - Bunocephalus larai  (Ihering, 1930)[32]
  - Bunocephalus quadriradiatus  (Mees, 1989)[23]
  - Bunocephalus rugosus  (Eigenmann & Kennedy, 1903)[33]
  - Bunocephalus verrucosus  (Walbaum, 1792)[34]
- Dupouyichthys  (Schultz, 1944)[35]
  - Dupouyichthys sapito  (Schultz, 1944)[35]
- Ernstichthys  (Fernández-Yépez, 1953)[36]
  - Ernstichthys anduzei  (Fernández-Yépez, 1953)[36]
  - Ernstichthys intonsus  (Stewart, 1985)[37]
  - Ernstichthys megistus  (Orcés V., 1961)[38]
- Hoplomyzon  (Myers, 1942)[39]
  - Hoplomyzon atrizona  (Myers, 1942)[39]
  - Hoplomyzon papillatus  (Stewart, 1985)[37]
  - Hoplomyzon sexpapilostoma  (Taphorn & Marrero, 1990)[40]
- Micromyzon  (Friel & Lundberg, 1996)[41]
  - Micromyzon akamai  (Friel & Lundberg, 1996)[41]
- Platystacus  (Bloch, 1794)[42]
  - Platystacus cotylephorus  (Bloch, 1794)[42]
- Pseudobunocephalus  (Friel, 2008)[43]
  - Pseudobunocephalus lundbergi  (Friel, 2008)[43]
- Pterobunocephalus  (Fowler, 1943)[44]
  - Pterobunocephalus depressus  (Haseman, 1911)[45]
  - Pterobunocephalus dolichurus  (Delsman, 1941)[46]
- Xyliphius  (Eigenmann, 1912)[25]
  - Xyliphius barbatus  (Alonzo de Arámburu & Arámburu, 1962)[47][48]
  - Xyliphius kryptos (Taphorn & Lilystom, 1983)[49]
  - Xyliphius lepturus (Orcés V., 1962)[50]
  - Xyliphius lombarderoi  (Risso & Risso, 1964)[51]
  - Xyliphius magdalenae  (Eigenmann, 1912)[25]
  - Xyliphius melanopterus  (Orcés V., 1962)[50][52][53][54][55][56][57]

## Observacions
Són actius sobretot de nit, algunes de les seues espècies (com ara, Bunocephalus bicolor) formen part del comerç de peixos d'aquari i, sovint, es fa difícil de distingir una espècie d'una altra, la qual cosa comporta que els espècimens exposats a la venda siguin rarament identificats de manera adequada.